# 八尺大人
八尺大人（日语：／ Hasshaku-sama */?）是日本的都市傳說。起源於2008年8月26日2channel神秘學超常現象板的討論串「不來收集最恐怖的故事嗎？」（洒落にならないほど恐い話を集めてみない？）。
據貼主形容，八尺大人是個身高八尺（240厘米）、身穿白色連衣裙，在某個鄉村出沒的女妖怪。她會一邊走路一邊發出「啵啵啵」的聲音。生活在該條郷村的人都十分害怕她，因為她會迷惑小孩，然後把他們殺掉。

## 大眾文化
該故事問世後在互聯網上廣為流傳，使它的知名度跟取子箱（コトリバコ）和山之件（ヤマノケ）這兩則神祕恐怖故事不相上下。不少漫画家和插畫家皆會根據故事內容繪畫八尺大人的身姿。漫畫《靈媒師東名》、輕小說系列《裏世界遠足》、電影《劇場版毛骨悚然撞鬼經驗凶宅藝人3》、恐怖冒險遊戲《Silent Playhouse Residence》等作品亦有把八尺大人的故事當作題材使用。此外也有評論認為《惡靈古堡 村莊》的製作者以八尺大人為靈感，創作出蒂米特雷斯庫夫人這名角色。
此外八尺大人的故事亦被改編成色情作品，比如成人漫畫系列《都市傳說系列》（都市伝説シリーズ）、成人動畫《八尺八話快樂輪迴 ～異形怪奇譚～》（八尺八話快樂巡り～異形怪奇譚～）。